# Saulius Mikoliūnas
Saulius Mikoliūnas (Vilnius, 2 de maio de 1984) é um ex-futebolista lituano que atuava como ponta-direita ou lateral-direito.

## Carreira
Revelado pelo Šviesa Vilnius, jogou ainda pelo Ekranas antes de assinar pelo FBK Kaunas em 2004. Jogou apenas 23 partidas pelo clube, tendo conquistado os títulos do Campeonato Lituano, da Copa da Lituânia e da Supercopa no mesmo ano. Ainda sob vínculo com os Geltonai-Žali, defendeu por empréstimo o Heart of Midlothian, vencendo a Copa da Escócia de 2005–06. Em dezembro de 2008, Mikoliūnas anunciou que pretendia deixar o Hearts ao final da temporada para tentar um novo desafio no futebol após 4 anos no clube escocês, e em abril do ano seguinte, foram confirmadas as saídas do ponta e de seu compatriota Deividas Česnauskis. Em maio, Mikoliūnas afirmou que estava assinando sem custos com o Swansea City, mas a transferência foi cancelada após a saída do treinador Roberto Martínez para o Wigan Athletic. Posteriormente, foi contratado pelo Arsenal Kiev por 3 temporadas. Pelos Zbroyari, foram 78 partidas e 6 gols marcados.
Jogou também por Sevastopol  e Shakhtyor Salihorsk antes de voltar ao futebol lituano para defender o Žalgiris em 2016. Em 7 temporadas com os Žaliai Balti, Mikoliūnas conquistou 12 títulos nacionais (4 Campeonatos Lituanos, 5 Copas e 4 Supercopas)
Em outubro de 2023, anunciou sua aposentadoria como jogador, fazendo sua despedida em novembro, contra o Dainava..

### Seleção Lituana
Tendo feito 7 jogos pela seleção Sub-23 da Lituânia, Mikoliūnas estreou pela equipe principal em junho de 2004, num amistoso contra Portugal. Marcou seu primeiro gol internacional contra a Geórgia, em 2007.
Em setembro de 2020, superou o zagueiro Andrius Skerla como recordista de jogos pela Lituânia ao enfrentar o Cazaquistão, pela Liga das Nações da UEFA A de 2020–21, e um ano depois, tornou-se o primeiro lituano a atingir 100 jogos ao enfrentar Luxemburgo pela mesma competição.
A despedida da seleção foi em novembro de 2022, no empate por 1 a 1 com a Islândia, em jogo válido pela Copa Báltica. Com 101 partidas dispudas, está empatado em número de jogos por seleções com outros 37 atletas, entre eles Sergio Agüero, Thomas Häßler, Vincent Enyeama, Kasey Keller, Seydou Keita, Ronald Raldes, Yaya Touré, Oleg Blokhin, Phillip Cocu, Ulises de la Cruz, Thomas Sørensen, Taffarel, Leonel Álvarez, Charles Aránguiz, Emre Belözoğlu, Yossi Benayoun e Vasiliy Berezutskiy.

## Títulos
FBK Kaunas
- Campeonato Lituano: 2004
- Copa da Lituânia: 2004
- Supercopa da Lituânia: 2004

Heart of Midlothian
- Copa da Escócia: 2005–06

Žalgiris
- Campeonato Lituano: 2016, 2020, 2021, 2022
- Copa da Lituânia: 2016 (2x), 2018, 2021, 2022
- Supercopa da Lituânia: 2016, 2017, 2020, 2023

Seleção Lituana
- Copa Báltica: 2010